# Kista kyrka
Kista kyrka tillhör Spånga-Kista församling och ligger i Kista, i Västerort inom  Stockholms kommun. Den åttkantiga kyrkan, ligger i centrum nära tunnelbanan och Kista Galleria.

## Kyrkobyggnaden
Kyrkan uppfördes efter ritningar av arkitekt Zoltán Bedecs. 1977 började kyrkan byggas och 1978 var den färdig för invigning. Kyrkan är byggd i rött tegel, trä och betong. Ihopbyggda med kyrkan finns församlingslokaler. I våningen under kyrksalen finns en krypta som har formen av en amfiteater. I kyrkans fönster finns glasmålningar vars motiv är ritade av kyrkans arkitekt. Kyrkorummet har en nord-sydlig orientering med kor i söder och ingång i norr. Vid kyrkorummets östra sida finns ingång från församlingslokalerna. Mitt på kyrkorummets tak finns en lanternin som delvis döljs av taket. Ovanpå lanterninen vilar ett kors med en öppen konstruktion som färdigställdes 1984 efter ritningar av Zoltán Bedecs.
Nordväst om kyrkan står en klockstapel på en hög betongsockel. Stapeln som byggdes 1984 har en trästomme och är klädd med rödbruna snedställda träpaneler.

## Inventarier
- Dopfunten är tillverkad efter ritningar av kyrkans arkitekt. Funten är gjuten i cement, har en fot av rött tegel och en åttakantig cuppa med förgylld dekor.[4]

### Orgel
- Den nuvarande orgeln är byggd 1982 av A Mårtenssons Orgelfabrik AB, Lund och har mekanisk traktur och elektrisk registratur. Den har även 8 fria kombinationer. Tillhörande orgelfasad är ritad av kyrkans arkitekt.[4]

| Huvudverk I         | Svällverk II        | Pedal             | Koppel  |
| Principal 8´        | Rörflöjt 8´         | Subbas 16´        | I/P     |
| Borduna 8´          | Gamba 8´            | Octavbas 8´       | II/P    |
| Oktava 4´           | Voix celeste 8´     | Gedacktbas 8´     | II/I    |
| Spetsflöjt 4´       | Principal 4'        | Flöjtprincipal 4´ | II 4'/P |
| Octava 2'           | Flûte octaviante 4' | Bombard 16'       |         |
| Sesquialtera 2 chor | Piccolo 2'          |                   |         |
| Mixtur 4 chor       | Nasat 1 1/3'        |                   |         |
| Trumpet 8'          | Mixtur 3 chor       |                   |         |
|                     | Oboe 8'             |                   |         |
|                     | Tremulant           |                   |         |
|                     | Crescendosvällare   |                   |         |

#### Orgel i kryptan
- En orgel flyttas hit 1985 från Donsö kyrka. Den är byggd 1955 av Wilhelm Hemmersam, Köpenhamn och är mekanisk.

| Manual        | Pedal   |
| Gedackt 8’    | Bihängd |
| Spetsgamba 8' |         |
| Principal 4'  |         |
| Rörflöjt 4'   |         |
| Blockflöjt 2' |         |
| Nasat 1 1/3'  |         |